# Aziz Mashaan
Aziz Mashaan (en árabe: عبدالعزيز أحمد المشعان العنزي‎, Kuwait, Kuwait; 19 de octubre de 1988) es un futbolista kuwaití que juega en la posición de centrocampista con el Al-Salmiya SC de la Liga Premier de Kuwait.

## Carrera

### Club
| Periodo   | Club          | Apariciones | Goles |
| --------- | ------------- | ----------- | ----- |
| 2005–2006 | Qadsia SC     | 20          | 8     |
| 2006–2007 | RE Mouscron   | 15          | 3     |
| 2007–2012 | Qadsia SC     | 63          | 14    |
| 2012–2014 | 1. FK Příbram | 31          | 2     |
| 2014–2019 | Qadsia SC     | 37          | 4     |
| 2019–2020 | Al Nasr       | 4           | 0     |
| 2020      | Al Jahra SC   | 2           | 0     |
| 2020–     | Al-Salmiya SC | 7           | 0     |

### Selección nacional
Jugó para Kuwait en 45 ocasiones de 2010 a 2015 y anotó dos goles; participó en dos ediciones de la Copa Asiática.

## Logros
- Liga Premier de Kuwait (5): 2008–09, 2009–10, 2010–11, 2011–12, 2015-16
- Copa del Emir de Kuwait (3): 2009–10, 2011–12, 2014-15
- Copa de la Corona de Kuwait (2): 2009, 2012-13
- Supercopa de Kuwait (3): 2009, 2011, 2014
- Copa Federación de Kuwait (3): 2007–08, 2008–09, 2010–11
- Copa AFC (1): 2014

## Estadísticas

### Goles con selección nacional
| Gol | Fecha     | Sede                                      | Rival    | Marcados | Resultado | Torneo                                               |
| --- | --------- | ----------------------------------------- | -------- | -------- | --------- | ---------------------------------------------------- |
| 1.  | 3-10-2010 | King Abdullah II Stadium, Amán, Jordania  | Irán     | 1–0      | 2–1       | Campeonato de la WAFF 2010                           |
| 2.  | 3-9-2015  | Abdullah bin Khalifa Stadium, Doha, Catar | Birmania | 6–0      | 9–0       | Clasificación para la Copa Mundial de Fútbol de 2018 |